# Bulbostylis hispaniolica
Bulbostylis hispaniolica là một loài thực vật có hoa trong họ Cói. Loài này được Kük. & Ekman mô tả khoa học đầu tiên năm 1929.